# ウィール・ビー・トゥゲザー・アゲイン (パット・マルティーノのアルバム)
『ウィール・ビー・トゥゲザー・アゲイン』 (We'll Be Together Again) は、ギタリストのパット・マルティーノのアルバムで、1976年に録音され、オリジナル盤はミューズ・レコード (Muse Records) からリリースされた。

## 評価
| 専門評論家によるレビュー            | 専門評論家によるレビュー |
| レビュー・スコア                    | レビュー・スコア         |
| 出典                                | 評価                     |
| ----------------------------------- | ------------------------ |
| Allmusic                            | [ 3 ]                    |
| The Rolling Stone Jazz Record Guide | [ 4 ]                    |

オールミュージックのレビューを書いたアレックス・ヘンダーソン (Alex Henderson) は、「このフィラデルフィアのギタリストは、当時その創造性の絶頂にあったが、その事実がこの優れたセッションで聴き逃せないところであり ... マルティーノの詩情あふれる演奏は、このアルバムにおいて最も人柄が表れたものとなっている」と述べている。『ジャズタイムズ』誌のビル・ミルコフスキ (Bill Milkowski) は、「このギタリスの解釈力の絶頂期に光を当てた作品であり ... 「ウィール・ビー・トゥゲザー・アゲイン」では、より静かに落ち着いた状況の中でこのギタリストの優しい一面が表現されている。この曲は、積極的に魔法をかけるかのように、美しく情熱的な雰囲気を保持する」と述べている。

## トラックリスト
特記のない曲は、パット・マルティーノの作曲作品。
1. Open Road: Olee/Variations and Song/Open Road - 15:56
2. Lament（J・J・ジョンソン）- 5:01
3. We'll Be Together Again（「ウィール・ビー・トゥゲザー・アゲイン」）（カール・T・フィッシャー、フランキー・レイン）- 5:05
4. You Don't Know What Love Is（ジーン・デ・ポール（英語版）、ドン・レイ（英語版））- 4:46
5. Dreamsville（レイ・エバンズ、ジェイ・リビングストン、ヘンリー・マンシーニ) - 5:01
6. Send In the Clowns（スティーヴン・ソンドハイム）- 2:46
7. Willow Weep for Me（「柳よ泣いておくれ」）（アン・ロネル）- 5:24

## パーソネル
- パット・マルティーノ - ギター
- ギル・ゴールドスタイン - エレクトリックピアノ